# Mosillus gutticosta
Mosillus gutticosta är en tvåvingeart som först beskrevs av Walker 1856.  Mosillus gutticosta ingår i släktet Mosillus och familjen vattenflugor. Inga underarter finns listade i Catalogue of Life.